# Cha 110913-773444

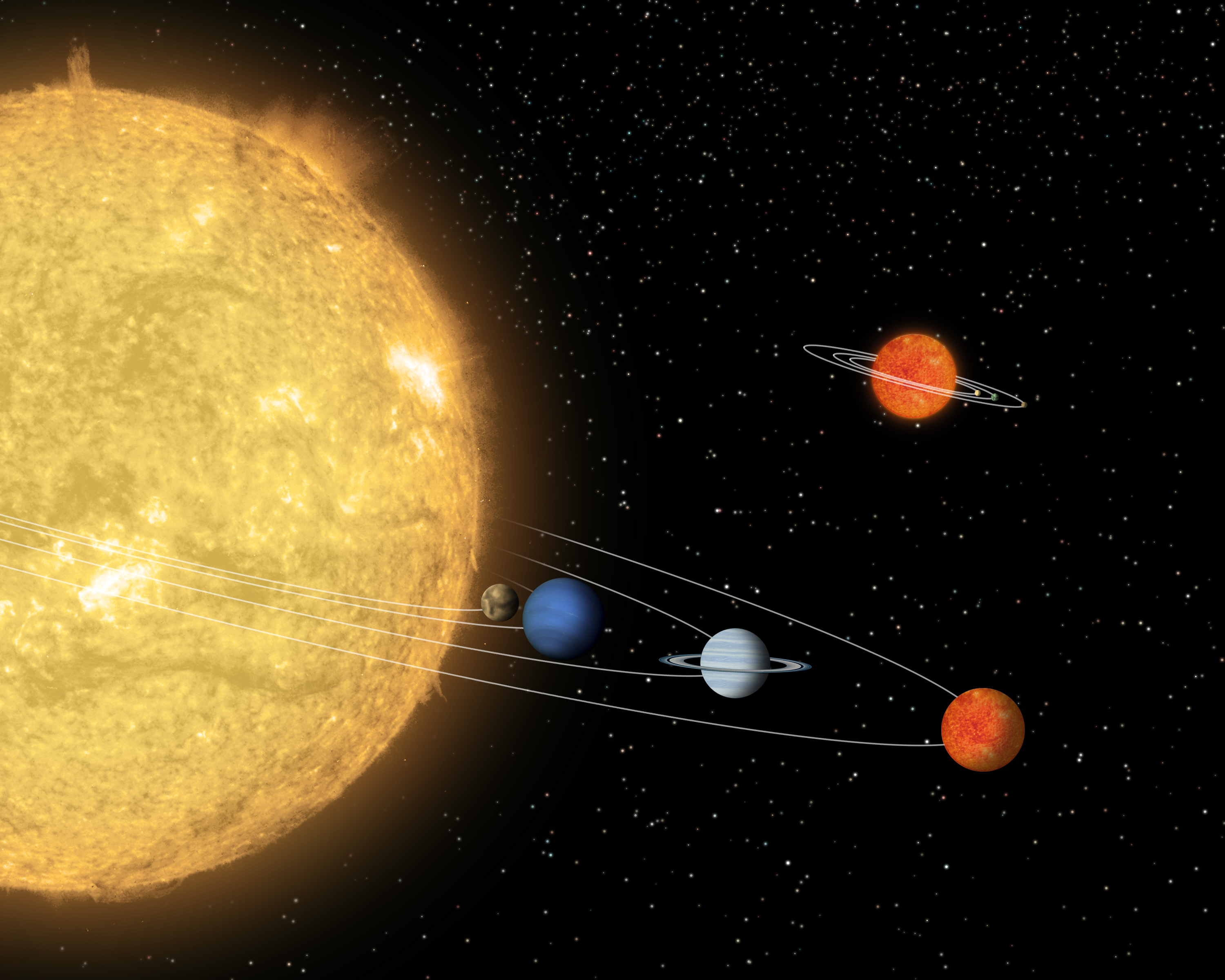
El sistema solar de Cha 110913-773444 (a dalt a la dreta), comparat amb el sistema solar d'55 Cancri (a l'esquerra)

Cha 110913-773444 (també Cha 110913) és un objecte astronòmic envoltat per un disc protoplanetari. No hi ha consens encara entre els científics sobre si classificar a aquest objecte com una nana marró (amb planetes) o un planeta extrasolar (amb llunes). És menor que OTS 44 que era la nana marró més petita fins al descobriment de Cha 110913-773444.
Va ser descobert per Kevin Luhman i altres en la Universitat Estatal de Pennsilvània, utilitzant el Telescopi Espacial Spitzer i el Telescopi Espacial Hubble, així com dos telescopis a Xile.